# Liste de variations régionales de l'anglais
Liste des variations régionales de la langue anglaise dans le monde.

## Classifications internationales
- anglais international
- globish (anglais global)

## Europe
- anglais continental

- anglais britannique
  - Received Pronunciation (RP)
  - anglais de l'Estuaire (Estuary English)
  - anglais écossais
  - anglais gallois
  - anglais irlandais
- anglais de Gibraltar
- anglais maltais
- anglais mannois
- anglais des îles anglo-normandes

## Amériques
- anglais américain
  - anglais vernaculaire afro-américain ou vernaculaire noir
  - anglais cadien
  - Latino Vernacular Englishes
    - anglais Chicano
    - anglais Miami
    - New York Latino English

  - Pennsylvania Dutch English
  - Yeshiva English
  - General American
  - anglais de nouvelle angleterre oriental
    - Anglais de Boston
    - accent du Maine
    - Rhode Island

  - Mid-Atlantic English
    - anglais baltimorain
    - Philadelphia English

  - anglais du midland
    - North Midland
    - South Midland

  - anglais new-yorkais
  - anglais septentrional
    - Inland North
    - St. Louis
    - anglais de nouvelle angleterre occidental

  - anglais nord central
  - anglais yooper
  - anglais méridional
    - anglais appalachien
    - "Hoi Toider"
    - New Orleans English
    - Ozark English
    - Texan English

  - anglais occidental
    - anglais de Californie
    - New Mexican
    - anglais du nord-ouest pacifique

  - anglais de pennsylvanie occidental ou pittsburghese
  - Boston Brahmin accent
  - Locust Valley lockjaw
  - Older Southern American English
  - accent transatlantique
- anglais canadien
  - anglais des Maritimes
    - anglais de Terre-Neuve
    - Cape Breton English
    - Lunenburg English

  - anglais canadien standard
    - anglais du Québec
    - Ottawa Valley English
    - Pacific Northwest English
- Mojave English
- Isletan English
- Tsimshian English
- Lumbee English
- Tohono O'odham English
- Inupiaq English
- Anglais bermudien
- Anglais caribéen
- Anglais jamaïcain
- Anglais bahaméen
- Anglais trinidadien
- Anglais bélizien
- Anglais guyanien
- Falkland Islands English
- Antiguan English

## Asie
- anglais hongkongais
- anglais indien
  - Punjabi/Delhi English
  - U.P/Bihari English
  - Bengali/Assamese English
  - Oriya English
  - Gujarati English
  - Maharashtrian English
  - Telugu English
  - Tamil English
  - Malayalee English
- anglais malaisien
- anglais philippin
- anglais singapourien
- Anglais pakistanais
- Anglais sri-lankais
- Anglais birman
- Nepali English

## Afrique
- anglais du Libéria
- Anglais sud-africain
- Anglais camerounais
- Anglais kenyan
- Anglais libérien
- Anglais malawite
- Anglais nigérian
- Anglais ougandais
- Namlish
- South Atlantic English

## Océanie
- anglais australien
  - General Australian
  - Broad Australian
  - Cultivated Australian
  - anglais aborigène
  - South Australian English
  - Western Australian English
  - Torres Strait English
  - Victorian English
  - Queensland English

- anglais néo-zélandais
  - Maori English
  - Southland accent
  - Taranaki Accent

## Construit
- Anglais basic et Anglais simplifié
- E-prime
- Globish
- novlangue
- anglais spécial
- anglais technique simplifié

## Pidgins et créoles
- Bislama
- Krio
- Aku
- Tok Pisin
- Pig latin
- créole anglais bahamien
  - créole anglais de Turk et Caicos
- trinidadien
- créole anglais tobagonien
- kokoy ou créole anglais dominiquais
- créole anglais des îles Caïmans
- créole anglais limon du Costa Rica
- créole anglais antiguais
- créole anglais grenadien
- créole anglais d'Antigua
- bajan ou créole anglais barbadien
- kriol du Bélize ou créole anglais du Bélize
- créole anglais panaméen
- créole anglais samaná de la Bépublique Dominicaine
- créole anglais de Montserrat
- créole anglais christophien
- créole anglais névicien
- créole anglais guyanais
- Créole anglais des Bay islands du Honduras
- créole anguillais
- Créole vincentais
- Aku
- Ndjuka
- Saramaka
- Sranan
- Pidgin camerounais
- Créole jamaïcain
- Pijin
- Créole du détroit de Torrès
- Créole ngatik
- Gullah
- Bonin English
- Bungi Creole
- Pidgin nauruan
- Créole hawaïen
- Kwinti
- Light Warlpiri
- Manglish
- Micronesian Pidgin English
- Créole anglais du Nicaragua
- Norfolk (langue)
- Pitcairnais
- Runglish (russe/anglais)
- Créole de San Andrés et Providencia
- Singlish
- créole anglais des îles Vierges britanniques
- créole australien
- créole libérien
- Pidgin nigérian
- Pichi

## Alternance codique
Les populations fortement soumises à l'influence de l'anglais, combinent leur langue maternelle de formes anglaises par des systèmes de calque, d'emprunt, de traduction littérale. Elles s'accompagnent de phénomène de code-switching et de diglossie.
- Allemanglais (Germish/Genglish/Ginglish/Denglish/Pseudo-anglicisme)
- Anglish
- Arabish
- Army creole
- Benglish
- Bislish
- Corslish
- Chinglish (Chinois anglais)
- Czenglish
- Danglish (Danois anglais)
- Dunglish (Hollanglais)
- Englog/Taglish (Tagalog anglais)
- Engrish (Japonais anglais)
- Finlanglais (Finglish)
- Franglais
- Greeklish
- Hebrish
- Hinglish (Hindi anglais)
- Hunglish
- İngilazca
- Italgish
- Konglish (Coréen anglais)
- Maltish/Minglish (Malto-anglais ou Anglo-maltais)
- Norwenglish
- Poglish
- Portinglês
- Punglish
- Rominglish
- Rojak (Malais anglais)
- Sardish
- Serblish
- Sheng
- Siculish
- Spanglish/Nuyorican (espagnol anglais)
- Swanglish
- Taglish
- Tanglish (Tamil anglais)
- Tenglish
- Tinglish/Thailish (Thai anglais)
- Ukrainglish
- Vinish (Vietnamien anglais)
- Yinglish (Yiddish anglais)